# Koreanisches Nationaltheater

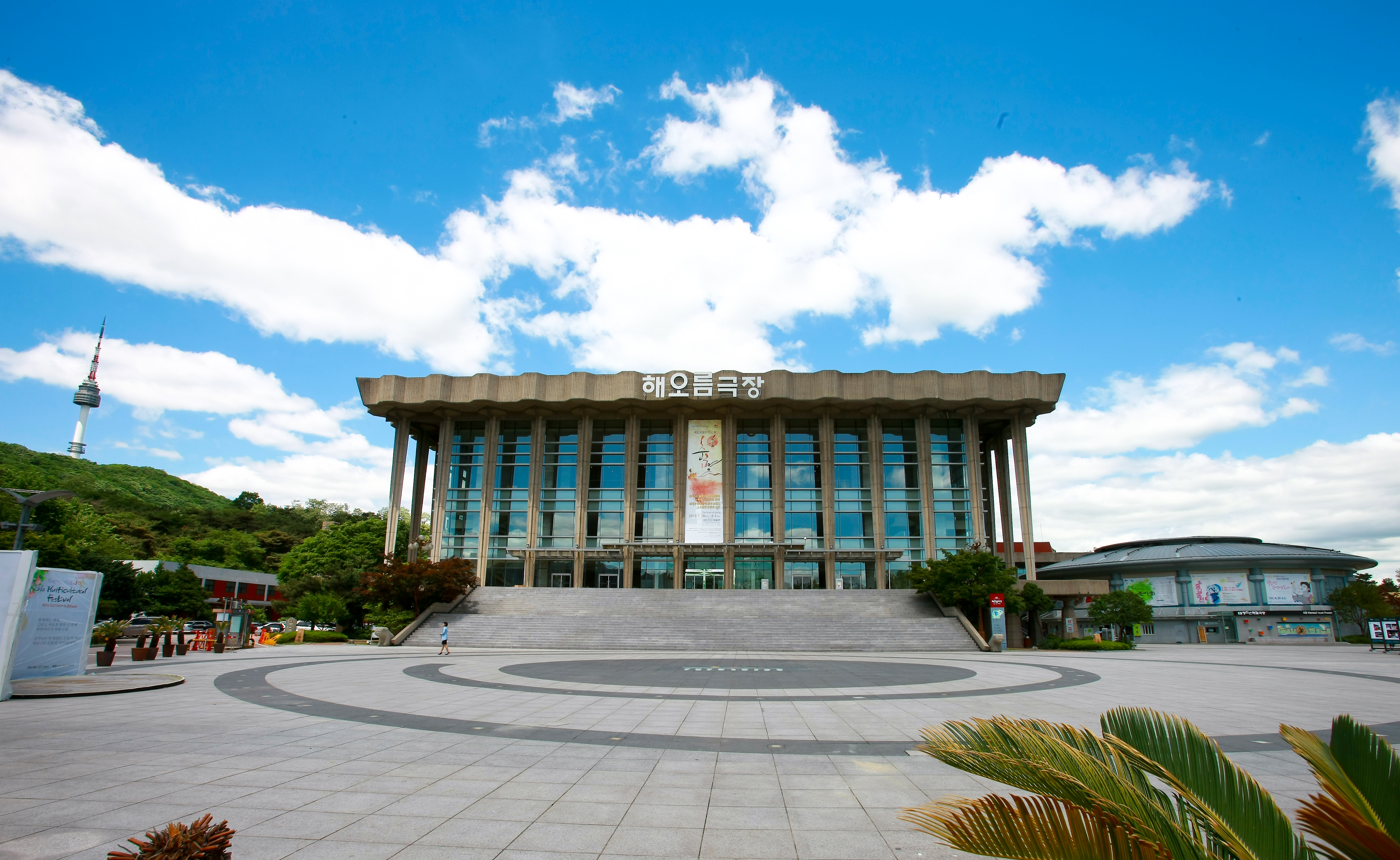
Das Koreanische Nationaltheater

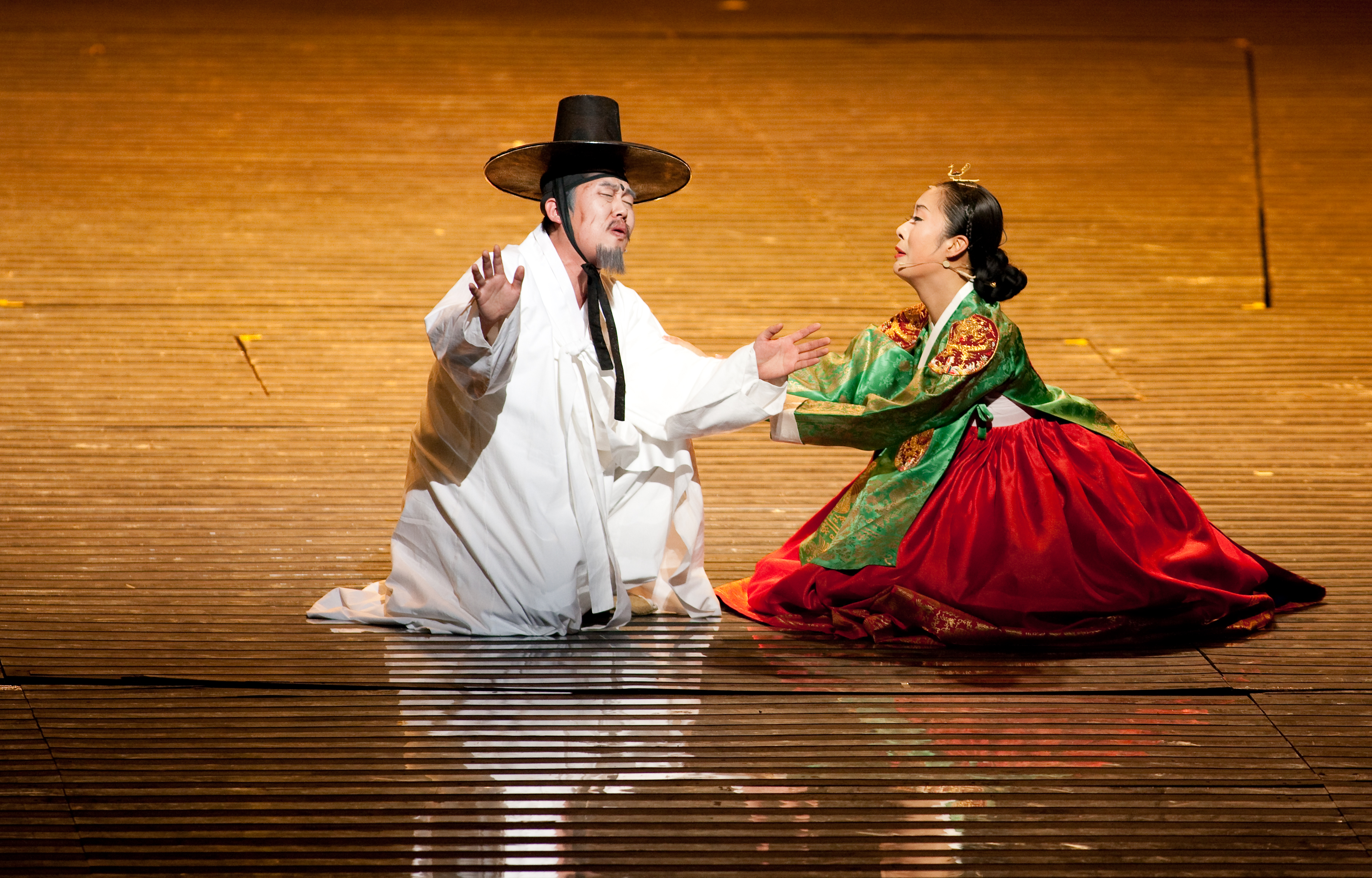
Aufführung

Das Koreanische Nationaltheater ist ein nationales Theater in  Jangchung-dong, Jung-gu, Seoul in Südkorea. Es ist das erste staatlich verwaltete Theater in Asien.
Das Koreanische Nationaltheater wurde 1950 von der südkoreanischen Regierung etabliert und beherbergt die Koreanische Nationale Drama-Company, die sowohl koreanische als auch internationale Stücke aufführt, die Koreanische Nationale Changgeuk-Company, die traditionelle koreanische Changgeuk  (traditionelle koreanische Oper) aufführt, die Koreanische Nationale Dance-Company und das Koreanische Nationalorchester.

## Bühnen
- Hauptsaal 'Hae' ("Hae" heißt "Sonne")
- Kleiner Saal 'Dal' ("Dal" heißt "Mond")
- Studio 'Byeol' ("Byeol" heißt "Stern")
- KB Haneul Jugendtheater ("Haneul" heißt "Himmel")
- Culture Square